# Holland Taylor
Holland Virginia Taylor (Filadelfia, 14 gennaio 1943) è un'attrice statunitense.
Nota interprete del piccolo schermo, nel corso della sua carriera è stata candidata ad otto Premi Emmy: ne ha vinto uno come miglior attrice non protagonista in una serie drammatica per il ruolo del giudice Roberta Kittleson in The Practice - Professione avvocati (1998-2003). Viene ricordata anche per aver vestito i panni di Evelyn Harper in Due uomini e mezzo (2003-2015) e di Peggy Peabody in The L Word.

## Biografia
Nata a Philadelphia, Pennsylvania, terzogenita di una pittrice, Virginia Davis, e di un avvocato, C. Tracy Taylor. Frequentò la scuola di Westtown e nel 1964 si diplomò al Bennington College specializzandosi nel dramma, prima di trasferirsi a New York per diventare un'attrice. Sulle scene dal 1969, dopo diversi ruoli da guest star, tra il 1978 e il 1979 interpretò Denise Cavanaugh nella soap opera Ai confini della notte, mentre nel 1980 prese parte alla serie TV Henry e Kip con Tom Hanks.
Al cinema esordì nel 1976 con Il prossimo uomo. Tra i suoi altri film si ricorda Saranno famosi, All'inseguimento della pietra verde, Alice, The Truman Show e Cenerentola - Il gioco del destino. Molto attiva in campo teatrale, Taylor ha anche recitato di frequente a Broadway.

### Vita privata
Dal 2015 ha una relazione con l'attrice Sarah Paulson.

## Filmografia

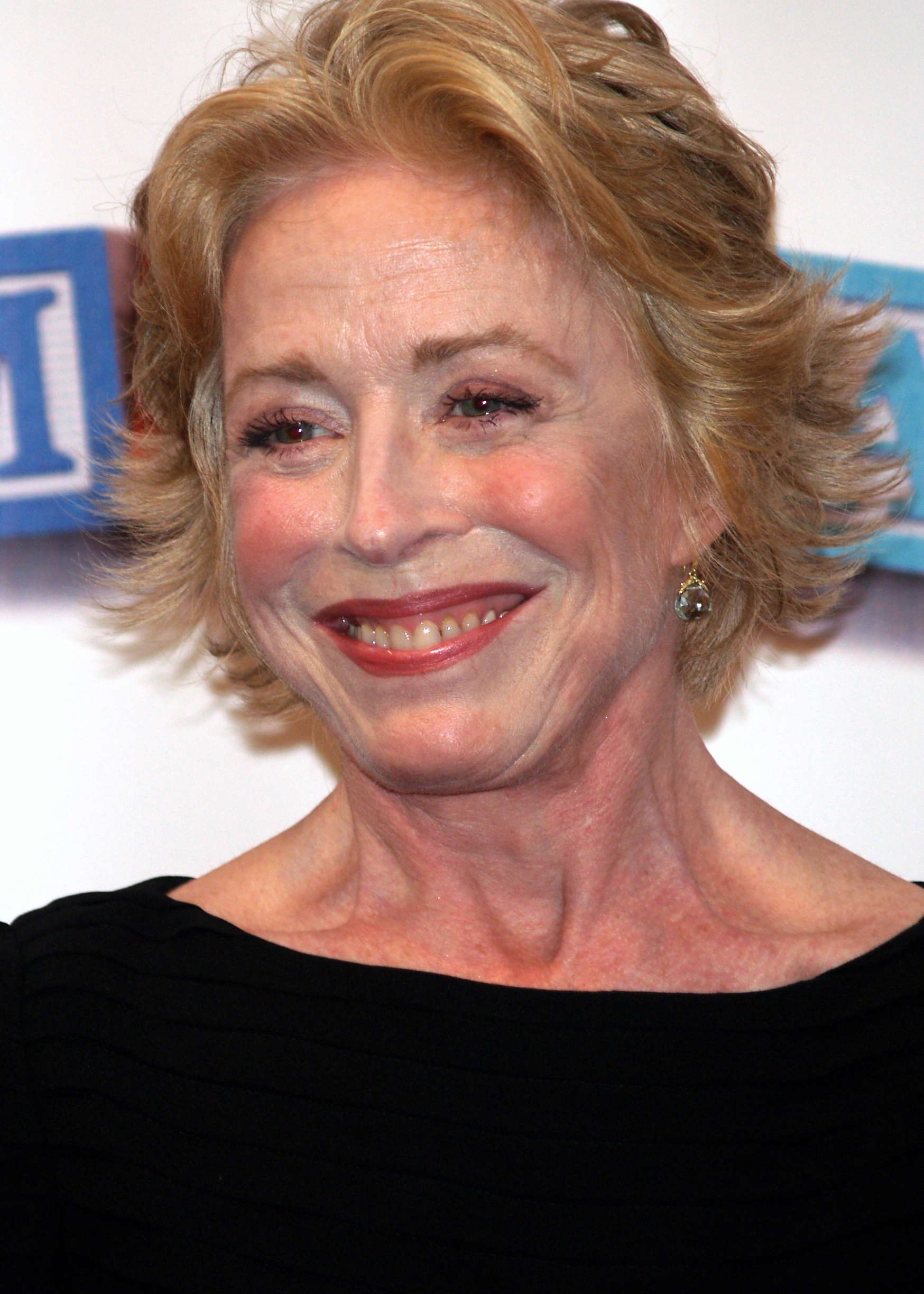
Holland Taylor al Tribeca Film Festival per la prima di Baby Mama (2008)

### Attrice

#### Cinema
- Il prossimo uomo (The Next Man), regia di Richard C. Sarafian (1976)
- Saranno famosi (Fame), regia di Alan Parker (1980)
- Reuben, Reuben, regia di Robert Ellis Miller (1983)
- All'inseguimento della pietra verde (Romancing the Stone), regia di Robert Zemeckis (1984)
- Key Exchange, regia di Barnet Kellman (1985)
- Il gioiello del Nilo (The Jewel of the Nile), regia di Lewis Teague (1985)
- Un amore rinnovato (She's Having a Baby), regia di John Hughes (1988)
- Alice, regia di Woody Allen (1990)
- Un piedipiatti e mezzo (Cop and ½), regia di Henry Winkler (1993)
- A letto con l'amico (The Favor), regia di Donald Petrie (1994)
- Da morire (To Die For), regia di Gus Van Sant (1995)
- Il gemello scomodo (Steal Big Steal Little), regia di Andrew Davis (1995)
- Last Summer in the Hamptons, regia di Henry Jaglom (1995)
- Gli anni dei ricordi (How to Make an American Quilt), regia di Jocelyn Moorhouse (1995)
- Un giorno... per caso (One Fine Day), regia di Michael Hoffman (1996)
- Equivoci d'amore (Just Write), regia di Andrew Gallerani (1997)
- George re della giungla...? (George of the Jungle), regia di Sam Weisman (1997)
- Betty, regia di Richard Murphy (1997)
- Prossima fermata Wonderland (Next Stop Wonderland), regia di Brad Anderson (1998)
- The Truman Show, regia di Peter Weir (1998)
- The Unknown Cyclist, regia di Bernard Salzmann (1998)
- Una moglie ideale (The Sex Monster), regia di Mike Binder (1999)
- Happy Accidents, regia di Brad Anderson (2000)
- Tentazioni d'amore (Keeping the Faith), regia di Edward Norton (2000)
- Amori in città... e tradimenti in campagna (Town & Country), regia di Peter Chelsom (2001)
- La rivincita delle bionde (Legally Blonde), regia di Robert Luketic (2001)
- Home Room, regia di Paul F. Ryan (2002)
- Spy Kids 2 - L'isola dei sogni perduti (Spy Kids 2: Island of Lost Dreams), regia di Robert Rodriguez (2002)
- Fits and Starts, regia di Kevin R. Kelley (2002)
- Missione 3D - Game Over (Spy Kids 3-D: Game Over), regia di Robert Rodriguez (2003)
- Intent, regia di Mary Ann Marino - cortometraggio (2003)
- D.E.B.S. - Spie in minigonna (D.E.B.S.), regia di Angela Robinson (2004)
- The Wedding Date - L'amore ha il suo prezzo (The Wedding Date), regia di Clare Kilner (2005)
- Baby Mama, regia di Michael McCullers (2008)
- Streetcar, regia di Frederick Weller - cortometraggio (2009)
- The Chosen One, regia di Rob Schneider (2010)
- Gloria Bell, regia di Sebastián Lelio (2018)
- Bombshell - La voce dello scandalo (Bombshell), regia di Jay Roach (2019)
- P. S. Ti amo ancora (To All the Boys: P.S. I Still Love You), regia di Michael Fimognari (2020)

#### Televisione

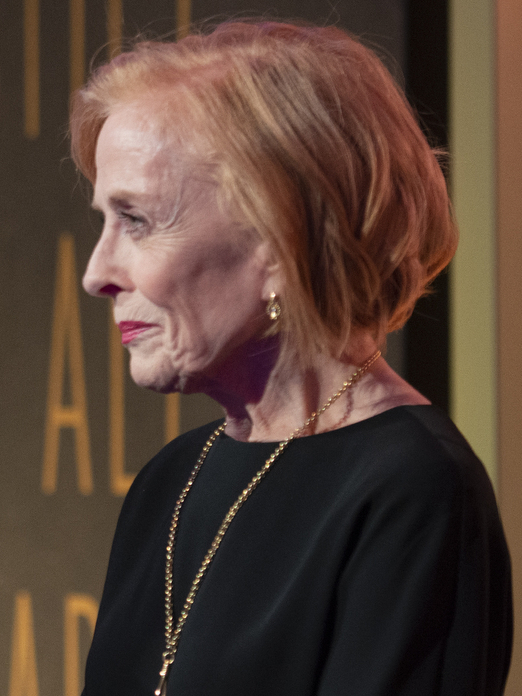
Holland Taylor nel 2020

- Ai confini della notte (The Edge of Night) - serie TV, 8 episodi (1956)
- Love Is a Many Splendored Thing - serie TV, 1 episodio (1967)
- J.T. ragazzo negro (J.T.), regia di Robert M. Young - film TV (1969)
- La valle dei pini (All My Children) - serie TV (1970)
- Somerset - serie TV, 1 episodio (1970)
- Beacon Hill - serie TV, 1 episodio (1975)
- Kojak - serie TV, 1 episodio (1977)
- 3 by Cheever, regia di Jeff Bleckner - miniserie TV (1979)
- ABC Afterschool Specials - serie TV, 1 episodio (1981)
- Henry e Kip (Bosom Buddies) - serie TV, 37 episodi (1980-1982)
- Il romanzo di Carlo e Diana (The Royal Romance of Charles and Diana), regia di Peter Levin - film TV (1982)
- I Was a Mail Order Bride, regia di Marvin J. Chomsky - film TV (1982)
- Love Boat (The Love Boat) - serie TV, 1 episodio (1983)
- American Playhouse - serie TV, 1 episodio (1984)
- Kate e Allie (Kate & Allie) - serie TV, 1 episodio (1984)
- Me and Mom - serie TV, 3 episodi (1985)
- Il ritorno di Perry Mason (Perry Mason Returns), regia di Ron Satlof - film TV (1985)
- Perry Mason e la novizia (Perry Mason: The Case of the Notorious Nun), regia di Ron Satlof – film TV (1986)
- Harry - serie TV, 7 episodi (1987)
- Balki e Larry - Due perfetti americani (Perfect Strangers) - serie TV, 1 episodio (1987)
- Great Performances - serie TV, 1 episodio (1987)
- CBS Summer Playhouse - serie TV, 2 episodi (1987-1989)
- La signora in giallo (Murder, She Wrote) - serie TV, episodio 6x11 (1989)
- Oltre la legge - L'informatore (Wiseguy) - serie TV, 1 episodio (1990)
- People Like Us, regia di William Hale - film TV (1990)
- Going Places - serie TV, 12 episodi (1990-1991)
- Big Deals, regia di Robert Berlinger - film TV (1991)
- L'impossibile vendetta (The Rape of Doctor Willis), regia di Lou Antonio - film TV (1991)
- The Powers That Be - serie TV, 21 episodi (1992-1993)
- Istinto omicida (With Hostile Intent), regia di Paul Schneider - film TV (1993)
- Betrayal of Trust, regia di George Kaczender - film TV (1994)
- In the Best of Families: Marriage, Pride & Madness, regia di Jeff Bleckner - film TV (1994)
- Bayside School - Un anno dopo (Bayside School - The College Years) - serie TV, 5 episodi (1994)
- Come Cenerentola (The Counterfeit Contessa), regia di Ron Lagomarsino - film TV (1994)
- Un detective in corsia (Diagnosis Murder) - serie TV, 1 episodio (1994-1995)
- A Walton Wedding, regia di Robert Ellis Miller - film TV (1995)
- Awake to Danger, regia di Michael Tuchner - film TV (1995)
- Perry Mason: Il caso Jokester (A Perry Mason Mystery: The Case of the Jealous Jokester), regia di Vincent McEveety - film TV (1995)
- Troppi in famiglia (Something So Right) - serie TV, 1 episodio (1996)
- The Naked Truth - serie TV, 23 episodi (1995-1998)
- L'atelier di Veronica (Veronica's Closet) - serie TV, 2 episodi (1998)
- Buddy Faro - serie TV, 1 episodio (1998)
- Le onde della vita (My Last Love ), regia di Michael Schultz - film TV (1999)
- E.R. - Medici in prima linea (ER) - serie TV, 1 episodio (1999)
- The Lot - serie TV (1999)
- Ally McBeal - serie TV, 2 episodi (1999-2000)
- La scala a chiocciola (The Spiral Staircase), regia di James Head - film TV (2000)
- Una e-mail per il presidente (Mail to the Chief), regia di Eric Champnella - film TV (2000)
- Squadra Med - Il coraggio delle donne (Strong Medicine) - serie TV, 1 episodio (2000)
- Amore e follia (The Deadly Look of Love), regia di Sollace Mitchell - film TV (2000)
- DAG - serie TV, 1 episodio (2000)
- Strane frequenze (Strange Frequency), regia di Mary Lambert e Bryan Spicer - film TV (2001)
- The Fighting Fitzgeralds - serie TV, 1 episodio (2001)
- Strange Frequency - serie TV, 1 episodio (2001)
- Il giorno dell'attentato a Reagan (The Day Reagan Was Shot), regia di Cyrus Nowrasteh - film TV (2001)
- The Practice - Professione avvocati (The Practice) - serie TV, 29 episodi (1998-2003)
- Baby Bob - serie TV, 14 episodio (2002-2003)
- The L Word - serie TV, 9 episodi (2004-2009)
- Detective Monk (Monk) - serie TV, episodi 4x07-5x12 (2005-2007)
- Electric City - serie TV, 20 episodi (2012)
- Due uomini e mezzo (Two and a Half Men) - serie TV, 96 episodi (2003-2015)
- Mr. Mercedes – serie TV, 29 episodi (2017-2019)
- Hollywood – miniserie TV (2020)
- La direttrice (The Chair) – serie TV, 6 episodi (2021)

### Doppiatrice
- Cenerentola II - Quando i sogni diventano realtà (Cinderella II: Dreams Come True), regia di John Kafka (2001)
- Cenerentola - Il gioco del destino (Cinderella III: A Twist in Time), regia di Frank Nissen (2007)
- American Dad! - serie TV, 1 episodio (2007)
- Fillmore! - serie TV, 1 episodio (2002)
- Twinkle Toes, regia di Mauro Casalese e Dave Woodgate (2011)

## Teatro (parziale)
- I diavoli di John Whiting. Broadway Theatre di Broadway (1965)
- Black Comedy di Peter Shaffer. Queen Anne Hall di Seattle (1968)
- Un equilibrio delicato di Edward Albee. Queen Anne Hall di Seattle (1968)
- A Little Night Music, libretto di Hugh Wheeler, colonna sonora di Stephen Sondheim. Melody Top Theatre di Milwaukee (1976)
- Lettere d'amore di A. R. Gurney. Promenade Theatre dell'Off-Broadway (1989)
- Ann di Holland Taylor. Lincoln Center di Broadway (2013)

## Riconoscimenti (parziale)
- Premio Emmy
  - 1999 – Miglior attrice non protagonista in una serie drammatica per The Practice - Professione avvocati
  - 2000 – Candidatura per la miglior attrice non protagonista in una serie drammatica per The Practice - Professione avvocati
  - 2000 – Candidatura per la miglior guest star in una serie commedia per The Lot
  - 2005 – Candidatura per la miglior attrice non protagonista in una serie commedia per Due uomini e mezzo
  - 2007 – Candidatura per la miglior attrice non protagonista in una serie commedia per Due uomini e mezzo
  - 2008 – Candidatura per la miglior attrice non protagonista in una serie commedia per Due uomini e mezzo
  - 2010 – Candidatura per la miglior attrice non protagonista in una serie commedia per Due uomini e mezzo
  - 2020 – Candidatura per la miglior attrice non protagonista in una miniserie o film TV per Hollywood

- Tony Award
  - 2013 – Candidatura per la miglior attrice protagonista in un'opera teatrale per Ann

## Doppiatrici italiane
Nelle versioni in italiano delle opere in cui ha recitato, Holland Taylor è stata doppiata da:
- Melina Martello in Mr. Mercedes, Hollywood, La direttrice, Bill & Ted Face the Music, Quiz Lady
- Angiolina Quinterno in All'inseguimento della pietra verde, Il gioiello del Nilo, Due uomini e mezzo (st. 1)
- Elettra Bisetti in Un piedipiatti e mezzo, The Wedding Date - L'amore ha il suo prezzo
- Aurora Cancian ne La rivincita delle bionde, The Practice - Professione avvocati (ep. 3x08)
- Rita Savagnone in D.E.B.S. - Spie in minigonna, The L Word
- Noemi Gifuni ne La scala a chiocciola, Baby Bob
- Lorenza Biella ne La signora in giallo, Detective Monk (ep. 5x12)
- Flaminia Jandolo in Un amore rinnovato
- Stefania Romagnoli in Un giorno per caso
- Alba Cardilli in George re della giungla...?
- Angiola Baggi in Prossima fermata Wonderland
- Paila Pavese in The Truman Show
- Vanna Busoni in Tentazioni d'amore
- Anna Rita Pasanisi in The Naked Truth
- Liliana Sorrentino in The Practice - Professione avvocati
- Carmen Onorati in Due uomini e mezzo (st. 2-10)
- Cristina Noci in Due uomini e mezzo (st. 11-12)
- Sonia Scotti in Baby Mama
- Ludovica Modugno in Gloria Bell
- Mirta Pepe in Better Things
- Graziella Polesinanti in The Morning Show

Da doppiatrice è sostituita da:
- Antonella Rendina in Cenerentola II - Quando i sogni diventano realtà, Cenerentola - Il gioco del destino